# Малка (инструмент)

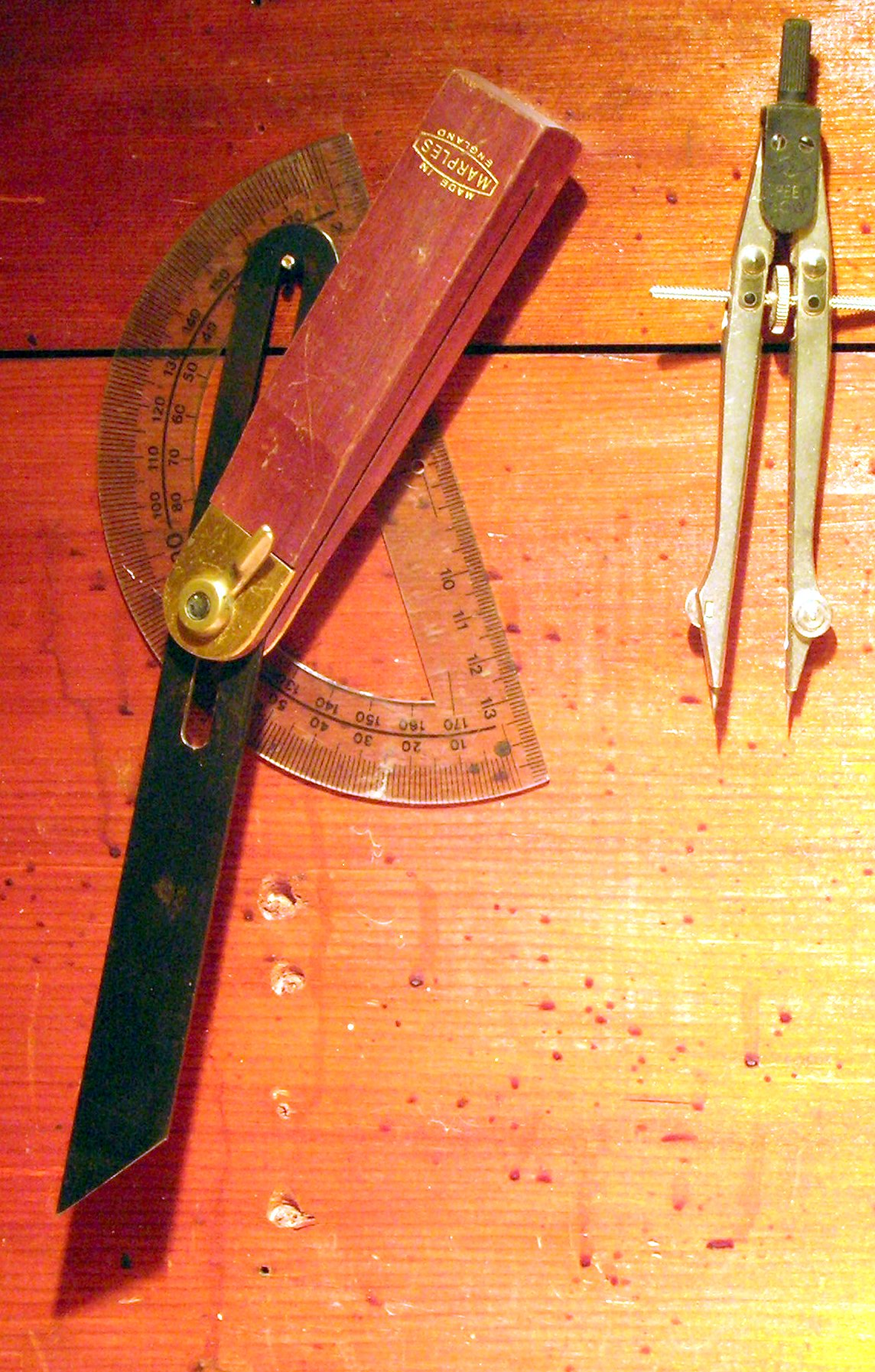

Малка (приспособление) — столярный и слесарный инструмент для разметки и переноса углов, черчения параллельных линий. Состоит из двух частей, скреплённых между собой зажимным винтом. Более толстая часть (колодка — основание) прижимается к заготовке, по тонкой части (линейке) производится разметка. Иногда между двумя частями малки нанесена шкала для измерения углов. Большие малки могут применяться при строительных работах.